# Rádiókalózok
A Rádiókalózok (eredeti címén Radio Free Roscoe) kanadai televíziós filmsorozat. Kanadában 2003. augusztus 1. és 2006. május 27. között a Family tűzte műsorra. Magyarországon a Megamax adta le.

## Ismertető
A főhős, 4 tinédzser, akik megkezdik tanulmányaikat New Jersey-ben. Ebben a városban a külvárosban járnak iskolába és a Henry Roscoe nevű középiskolában tanulnak. Megunják a sulirádiót, mert ez a rádió mindenkinek elmondja, hogy hogyan csinálja a saját életformáját. Emiatt megcsinálnak maguknak egy rádiót, amely a kalózrádió. Már régen jó barátok lettek hárman együtt: Lily, Ray és Robbie. De Travis is hozzááll a rádiós csapatukhoz. A csapatnak minden tagja, ad magának egy saját nevet, amely a rádiós nevük. Erre azért van szükségük a rádiókalózoknak, hogy elrejtsék mások elől ezt a kilétüket.

## Szereplők
- Lily "Shady Lane" Randall
- Ray "Pronto" Brennan
- Robbie "Question Mark" McGrath
- Travis "Smog" Strong / Miss Communication
- Kim Carlisle
- Principal Daniel Waller
- Mickey Stone
- Audrey Quinlan
- Ted
- Ed
- Parker Haynes
- Megan
- Bridget
- River Pierce
- Grace Sutter
- Miss Emily Mitchell
- Tim Brennan
- Blaire
- Sydney DeLuca
- Jackson Torrence
- RFR caller
- Themselves
- Himself